# Watashi wa Shingō
Watashi wa Shingō (jap. わたしは真悟, dt. „Ich heiße Shingō“) ist eine abgeschlossene Manga-Serie des japanischen Zeichners Kazuo Umezu, die in Japan von 1982 bis 1986 in Einzelkapiteln in Manga-Magazin Big Comic Spirits erschien und sich dem Seinen-Genre zuordnen lässt. Dabei werden mit Horror-Elementen Themen wie Gott und das Bewusstsein angeschnitten.

## Handlung
Der Manga handelt von der Liebe der beiden zwölfjährigen Schüler Satoru Kondo (近藤悟), dem Sohn eines Fabrikarbeiters und Marin Yamamoto (山本真鈴), der Tochter eines Diplomaten. Beide treffen sich miteinander im jeweiligen Schulprogramm, um eine Fabrik mit Industrierobotern zu besichtigen. Sie spielen heimlich mit einem Roboter namens Monroe.
Der Diplomat soll ins Ausland versetzt werden und gemeinsam mit seiner Familie aus Japan wegziehen, weshalb die Liebe der beiden zu scheitern droht. Als Satoru und Marin dies erfahren, wollen sie heiraten und ihr Kind bekommen, fragte Monroe um den Weg, bekam eine Antwort von 333 aus zu springen. Sie gingen trotz Lebensgefahrs zur Spitze des Tokio Towers (333 Meter hoch) und sprangen in einen Rettungshubschrauber. Das Vorgehen ist scheinbar gescheitert. Der Roboter Monroe jedoch kommt in dem Moment, in dem sich das Paar ein Kind wünscht, zu Bewusstsein. Er begibt sich auf eine Reise, um sich seiner Identität klar zu werden und Marin Satorus unausgesprochene Worte zu übermitteln.
Monroe nennt sich Shingō (真悟). Der Name besteht aus zwei Buchstaben, jeweils von den Namen seiner Eltern. Shingo beauftragt sich mit Vermittlung von Liebeswort von Satoru zu Marin, geht nach Nahrost mit einem Schiff und sucht sie. Aber inzwischen bringt die Dummmaschine einige Menschen und Tier unbewusst um. Er begreift bald, dass er kein normaler Roboter ist, sondern dass in ihm eine Black-Box zur Herstellung einer Geheimwaffe eingebaut ist, die ihre Energie aus der Bosheit der Menschen schöpft. Shingo entwickelt sein Bewusstsein weiter, verbindet sich mit allen Computern und den Gehirnen aller Menschen auf der Welt und gibt sich als „Kind“ aus, das kräftiger als Gott ist. Er rettet Marin vor einer gezwungenen Hochzeit in Elsalem, aber sie ist schon kein Kind mehr und kann ihn nicht bemerken.
Er reist weiter, um Satoru die unausgesprochenen Worte Marins mitzuteilen. Doch verliert er danach allmählich seine Energie und sein Gedächtnis, indem er sich langsam zusammenbricht und Wunder des Lebens auf Menschen bzw. Tier unbewusst verwirklicht. Satoru ist nun auf einem Inseln Japans mit Gefahr von Russenangriff und kommt nach Niigata zurück. Als Shingo seine komplette Energie verbraucht hat, sieht er Satoru wieder und kann ihm nur zwei Buchstaben übermitteln, アイ (dt. „Liebe“). Satoru ist aber schon nicht mehr ein Kind und kann ihn nicht bemerken.
Monroe ist nun im Museum als erster Industrieroboter ausgestellt. Die Entwickler haben zusammengebrochene Bestandteile von Shingo gesammelt und Monroe wieder zusammengebaut. Einer von ihnen wundert sich, dass sie nichts gefunden haben, was mit Geheimwaffe oder Bewusstsein zu tun hat.

## Einfluss und Kritik
Watashi wa Shingō hatte Einfluss auf viele andere Mangaka. Beispielsweise Kyōko Okazaki nennt den Manga als eine ihrer größten Inspirationen.
Das Werk wurde meist als schwer verständlich kritisiert. Kazuo Umezu versuchte die Geschichte in seinem Band Einleitung zum Horror (恐怖への招待) zu erklären. In der Zeitschrift Eureka berichtete Akihiko Takahashi im Juli 2004 von Watashi wa Shingō.